# أوري غافرائيل
أوري غافرائيل (لغة عبرية:אורי גבריאל) (بالإنجليزية:Uri Gavriel) ، ممثل إسرائيلي يهودي ، وينتمي للجذور العراقية، من مواليد 3 أبريل 1955 ، وشارك في عدة أفلام، ومنها فيلم ذا دلتا فورس (فيلم).

## وصلات خارجية
- أوري غافرائيل على موقع IMDb (الإنجليزية)
- أوري غافرائيل على موقع قاعدة بيانات الأفلام العربية
- أوري غافرائيل على موقع ألو سيني (الفرنسية)
- أوري غافرائيل على موقع ألو سيني (الفرنسية)
- أوري غافرائيل على موقع ميوزك برينز (الإنجليزية)
- أوري غافرائيل على موقع أول موفي (الإنجليزية)
- أوري غافرائيل على موقع أول موفي (الإنجليزية)
- أوري غافرائيل على موقع قاعدة بيانات الأفلام السويدية (السويدية)
- أوري غافرائيل على موقع قاعدة بيانات الأفلام السويدية (السويدية)
- أوري غافرائيل على موقع قاعدة بيانات الفيلم (الإنجليزية)
- Uri Gavriel at الطماطم الفاسدة
- Uri Gavriel at نيويورك تايمز